# Donja Suvaja (Bośnia i Hercegowina)
Donja Suvaja – wieś w Bośni i Hercegowinie, w Federacji Bośni i Hercegowiny, w kantonie uńsko-sańskim, w gminie Bosanska Krupa. W 2013 roku liczyła 56 mieszkańców, z czego większość stanowili Serbowie.